# Dragalj
Dragalj (cyr. Драгаљ) – wieś w Czarnogórze, w gminie Kotor. W 2011 roku liczyła 27 mieszkańców.